# 大科姆亞特
48°14′19″N 22°58′44″E / 48.23861°N 22.97889°E
大科姆亞特（羅馬化：Velyki Komiaty）是烏克蘭西部的村莊，隸屬外喀爾巴阡州的貝雷霍韋區。該村始建於1345年，面積123平方公里，海拔高度131米，2001年人口6,772，人口密度每平方公里55.06人，2023年人口6,667。